# Pieter de Jode der Ältere

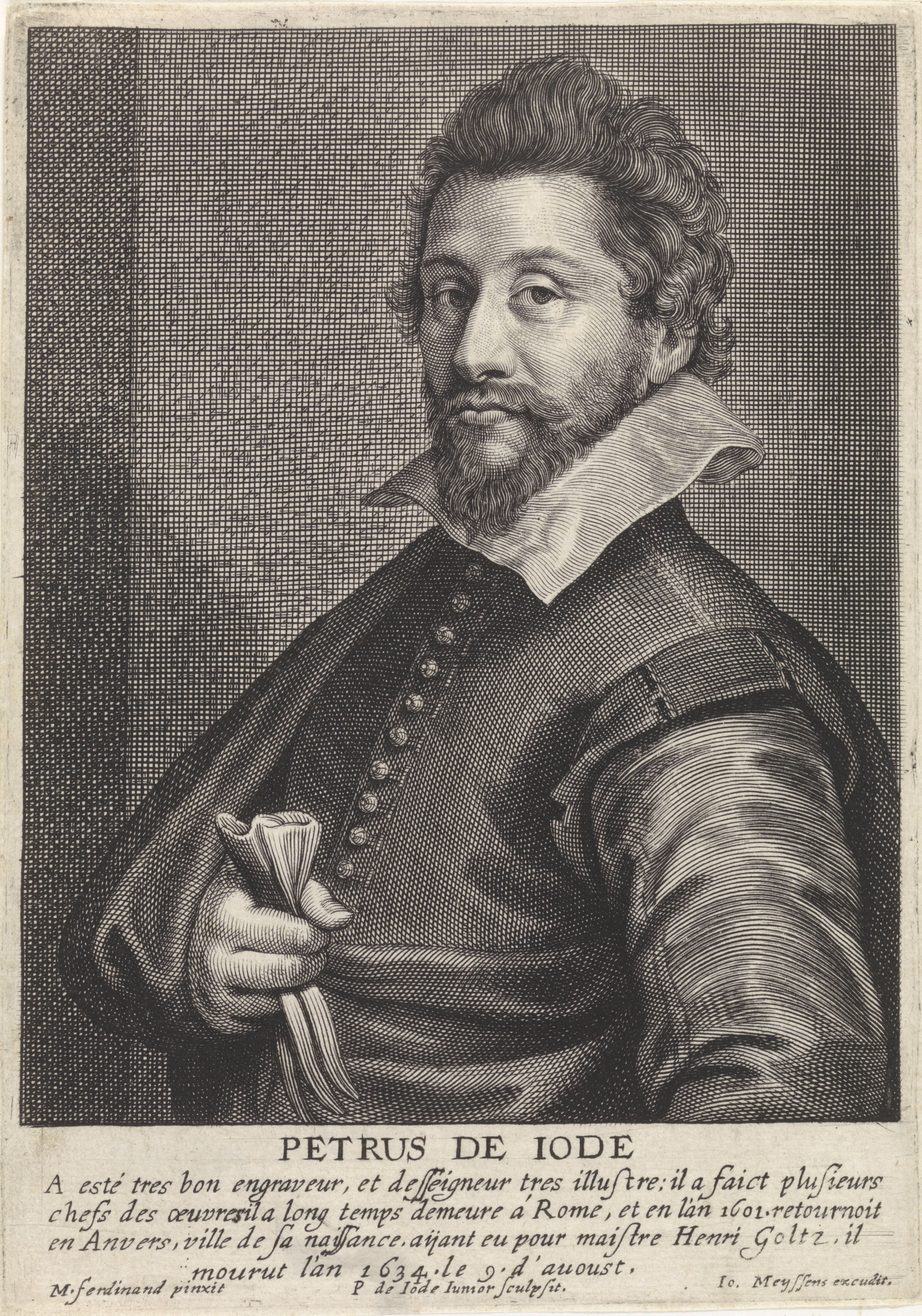
Pieter de Jode der Ältere, Stich von seinem Sohn

Pieter de Jode der Ältere (* 1570 in Antwerpen; † 9. August 1634 in Antwerpen) war ein flämischer Kupferstecher und Verleger.

## Leben
Pieter de Jode bildete sich nach seinem Vater Gerrit de Jode († 1599) und nach Hendrick Goltzius und ging dann nach Italien, wo er in Siena und Rom arbeitete. 1601 war er wieder in Antwerpen, wo er einer der wichtigsten Kupferstecher und Grafikverleger wurde.
Er stach nach Tizian (Verlobung der heiligen Katharina), Jean Cousin (Das Jüngste Gericht), Peter Paul Rubens (Übergabe der Schlüssel an Petrus), Anthonis van Dyck, der ihn in seine Ikonografie aufnahm, u. a. In seinem Verlag erschienen 1606 die Metamorphosen des in Rom tätigen Radierers Antonio Tempesta.
Kurze Zeit war er auch mit seinem Sohn Pieter in Paris tätig. Er starb 1634 in Antwerpen.